# Друга Нишка лига у фудбалу
Друга Нишка лига је Нишка лига у фудбалу. Лига броји 14 клубова у сезони 2021/22. Виши степен такмичења је Прва Нишка лига, а нижи не постоји. Друга нишка лига представља шести и последњи такмичарски ниво српског фудбала.